# Kabir Bedi

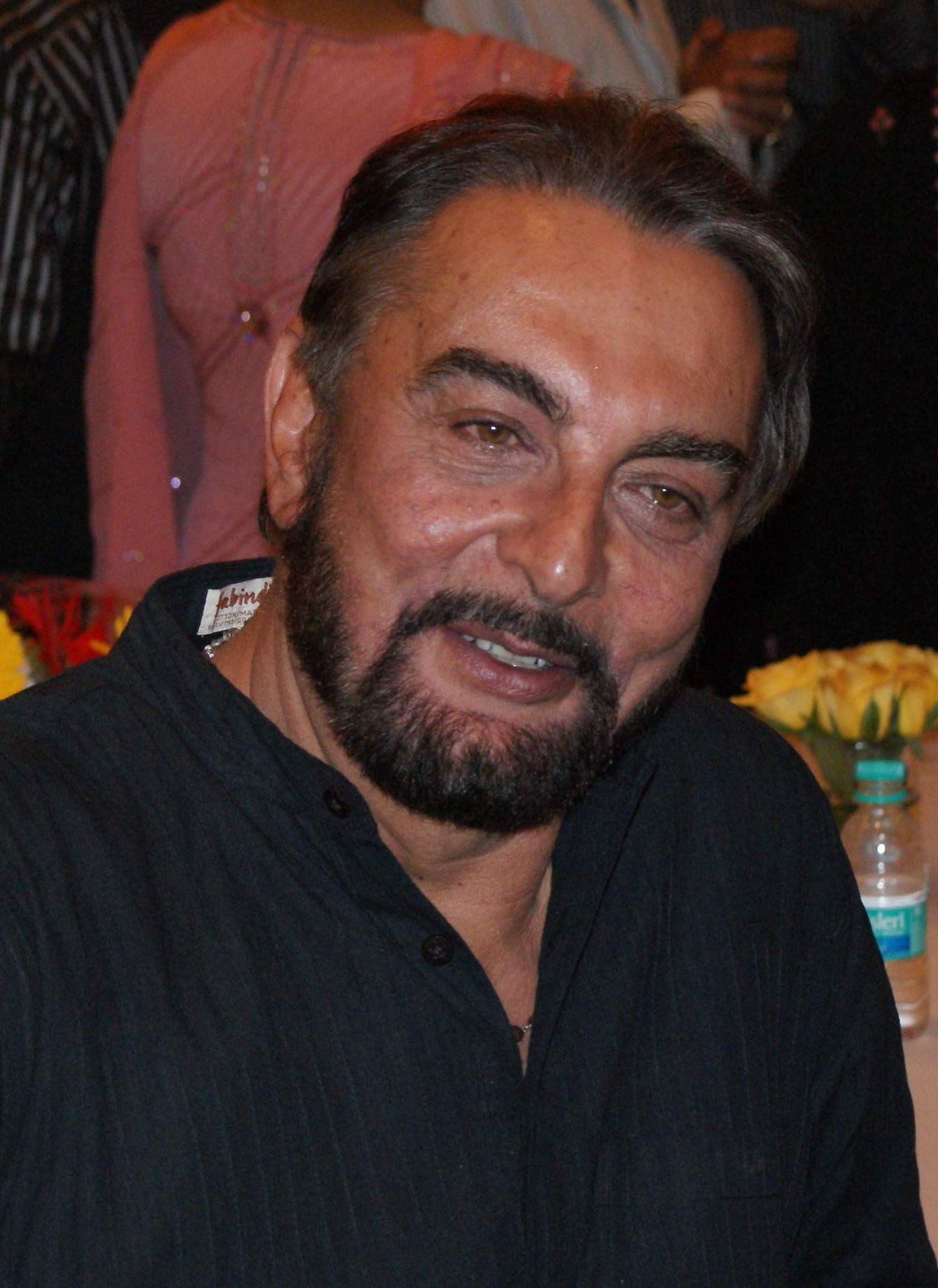
Kabir Bedi 2009

Kabir Bedi (Hindi: कबीर बेदी Kabīr Bedī; * 16. Januar 1946 in Lahore, Britisch-Indien) ist ein indischer Schauspieler.

## Leben
Nach Abschluss seines Geschichtsstudiums 1972 zog es Kabir Bedi nach Bombay. Er betätigte sich als Schauspieler am Theater und drehte Werbefilme. Er hatte 1971 sein Filmdebüt in Hulchul und fasste im Hindi-Film schnell Fuß. Er trat in bekannten Filmen wie Seema, Kuchhe Dhaage und Ishq Ishq Ishq auf.
1976 wurde er dem Publikum in Europa bekannt. Bedi spielte die Titelrolle in der italienisch-französisch-deutschen Miniserie Sandokan einen Piraten und Freiheitskämpfer. 1979 erhielt er aufgrund seiner Popularität in Deutschland den goldenen Bravo Otto.
Trotz der Erfolge im Filmgeschäft – es folgten Rollen in dem James-Bond-Film Octopussy und in der Fernsehserie Reich und schön – blieb er dem Theater treu. Zuletzt stand er im Shaftesbury Theatre in London in der Rolle des Koda Dad in Palast der Winde (nach dem gleichnamigen Roman) auf der Bühne.
Er wirkte in über 30 Hindi-Filmen mit, zum Beispiel als Mogulkaiser, oder zuletzt im auch in Deutschland erfolgreichen Bollywood-Kassenschlager Ich bin immer für Dich da! als General.
Bedi ist Mitglied in verschiedenen Filmorganisationen: der Academy of Motion Picture Arts and Sciences, der Screen Actors Guild, der American Federation of Television and Radio Artists (AFTRA), der britischen Equity Actors Union und der indischen Cine Artists Association.
Mit seiner ersten Frau Protima Gauri – mit ihr war er von 1968 bis 1973 verheiratet – hatte er zwei Kinder, eine Tochter und einen Sohn. Dieser Sohn litt an Schizophrenie und nahm sich mit 28 Jahren das Leben. Seine geschiedene Frau kam bei einem Erdrutsch ums Leben. Mit seiner zweiten Frau hat Bedi den Sohn Adam, der ebenfalls Schauspieler ist. Von 1992 bis 2005 war Kabir Bedi mit Nikki Moolgaoker verheiratet. Seit 2016 ist Parveen Dusanj seine Ehefrau.

## Filmografie (Auswahl)
- 1971: Hulchul
- 1971: Seema
- 1972: Rakhi Aur Hathkadi
- 1972: Sazaa
- 1973: Kuchhe Dhaage
- 1973: Yauwan
- 1974: Ishq Ishq Ishq
- 1974: Maa Bahen Aur Biwi
- 1974: Manzilein Aur Bhi Hain
- 1975: Anari
- 1976: Nagin
- 1976: Sandokan – Der Tiger von Malaysia (Sandokan) (Fernseh-Miniserie)
- 1976: Der schwarze Korsar (Il corsaro nero)
- 1976: Bullet
- 1977: Daku Aur Mahatma
- 1977: Vishwasghaat
- 1978: Der Dieb von Bagdad (The Thief of Baghdad)
- 1979: Aakhri Kasam
- 1979: Ashanti (Ashanti)
- 1979: Yuvraaj
- 1981: Der Zauberbogen (The Archer: Fugitive from the Empire)
- 1982: Girl from India
- 1982: In Teufels Namen (Satan's Mistress)
- 1982: 40 Days of Musa Dagh
- 1982: Eleanor, First Lady of the World
- 1983: Octopussy (Octopussy)
- 1985: Knight Rider (Fernsehserie, Folge 75/90)
- 1985: Mord über den Wolken (Hostage Flight)
- 1986: Terminal Entry – Das Spiel mit dem Terror (Terminal Entry)
- 1986: Auf den Schwingen des Adlers (On Wings of Eagles)
- 1987: Buck James
- 1987: The Days and Nights of Molly Dodd (TV-Film)
- 1988: Khoon Bhari Maang
- 1988: Mera Shikar
- 1988: Mord ist ihr Hobby (Staffel 4, Folge 14)
- 1988: Escuadrón
- 1988: Bestie Krieg (The Beast of War)
- 1988: Magnum (Staffel 8, Folge 10: Eine Legende lebt)
- 1990: Haar Jeet
- 1990: Police Public
- 1991: Yeh Aag Kab Bujhegi
- 1991: Kurbaan
- 1991: Vishkanya
- 1991: Das Geheimnis des schwarzen Dschungels (3-teilige Abenteuerserie)
- 1992: Beyond Justice
- 1992: Lambu Dada
- 1992: Yalgaar
- 1992: Dein Herz kennt die Wahrheit (Dil Aashna Hai)
- 1993: Kshatriya
- 1994: Die Tochter des Maharadscha (The Maharaja's Daughter)
- 1994: Salaami
- 1994: Ken Folletts Roter Adler (Lie Down with Lions)
- 1995–2005: The Bold and the Beautiful (Fernsehserie)
- 1995: Kismat
- 1995: Countdown des Schreckens (OP Center)
- 1995: Aatank Hi Aatank
- 1996: Die Rückkehr des Sandokan (Il ritorno di Sandokan)
- 1997: Zwei Engel mit vier Fäusten (Noi siamo angeli)
- 1997: Forbidden Territory: Stanley's Search for Livingstone
- 1998: Der Sohn des Sandokan (Il Figlio di Sandokan)
- 1998: Mashamal – ritorno al deserto
- 1999: Kohram
- 2001: Monkey King – Ein Krieger zwischen den Welten (The Lost Empire)
- 2002: Kranti
- 2002: Maine Dil Tujhko Diya
- 2002: Anita and Me
- 2003: Talaash: The Hunt Begins…
- 2003: The Hero: Love Story of a Spy
- 2004: Rudraksh
- 2004: Kismat
- 2004: A/R andata+ritorno
- 2004: Ich bin immer für Dich da! (Main Hoon Na)
- 2005: Bewafaa – Untreu (Bewafaa)
- 2005: Taj Mahal: An Eternal Love Story (Taj Mahal: An Eternal Love Story)
- 2006: Take 3 Girls
- 2006: Hello? Kaun Hai!
- 2007: Un medico in famiglia (Fernsehserie)
- 2009: Kites
- 2010: Blue
- 2015: Bazodee
- 2015: Dilwale
- 2016: Das Geheimnis der verschollenen Stadt – Mohenjo Daro

## Deutsche Synchronstimmen
Kabir Bedi hatte keinen festen Synchronsprecher. Allerdings wurde er mit bekannten Synchronstimmen besetzt, wie z. B. mit Joachim Kemmer (Standardstimme von Humphrey Bogart) oder Wolfgang Hess (Standardstimme von Bud Spencer). Eine Übersicht der eingesetzten Synchronsprecher zu allen deutschen Kabir Bedi-Filmen enthält die Deutsche Synchronkartei.

## Ehrungen
Die italienische Regierung adelte den Schauspieler, indem sie ihn 2010 mit dem Verdienstorden der Italienischen Republik auszeichnete und ihm den Titel des Cavaliere (Ritter) „Al Merito della Repubblica Italiana“ verlieh. Der 1951 gegründete „Ordine al Merito della Repubblica Italiana“ ist die höchste Ehre, die einem Zivilisten in der italienischen Republik zuteilwerden kann.